# Now You See Me 2
Now You See Me 2 is een Amerikaanse kraakfilm uit 2016, geregisseerd door Jon M. Chu. De film ging op 6 juni 2016 in New York in première. De film is een vervolg op Now You See Me uit 2013. De belangrijkste rollen worden gespeeld door Jesse Eisenberg, Mark Ruffalo, Dave Franco, Woody Harrelson, Lizzy Caplan, Daniel Radcliffe, Michael Caine en Morgan Freeman.

## Verhaal
Een jaar nadat The Four Horsemen de FBI te slim af waren, plannen de drie overgebleven illusionisten J. Daniel Atlas (Jesse Eisenberg), Merritt McKinney (Woody Harrelson) en Jack Wilder (Dave Franco) een comeback. Samen met hun nieuwe aanwinst Lula May (Lizzy Caplan), die aan het team is toegevoegd om Henley Reeves (Isla Fisher) te vervangen, krijgen ze een nieuwe opdracht van The Eye, het geheime genootschap van illusionisten.
De opdracht bestaat uit het ontmaskeren van de corrupte zakenman Owen Case (Ben Lamb), die zijn software gebruikt om data van zijn klanten te stelen. The Horsemen weten de onthulling van de software tegen te houden, maar verliezen de controle over hun show als een mysterieus persoon bekend maakt dat Wilder nog in leven is en FBI agent Dylan Rhodes (Mark Ruffalo) hun mol is. Wanneer ze proberen te ontsnappen komen de illusionisten terecht in Macau en worden ze gevangengenomen door onder andere Chase McKinney (ook gespeeld door Woody Harrelson), Merritts tweelingbroer. In Macau worden ze door het technische wonderkind Walter Mabry (Daniel Radcliffe) gedwongen om Case’s software te stelen.
The Horsemen gaan naar een beroemde magiewinkel in Macau, gerund door Li (Jay Chou) en Bu Bu (Tsai Chin) om de benodigdheden voor hun overval te halen. Ook nemen ze contact op met The Eye om de chip te overhandigen nadat ze deze gestolen hebben. Ondertussen bevrijdt Rhodes Thaddeus Bradley (Morgan Freeman), wie hij de schuld geeft voor de dood van zijn vader, uit de gevangenis om The Horsemen te helpen.
De illusionisten stelen de chip met de software, maar dan ontdekt Rhodes dat Mabry de zoon is van Arthur Tressler (Michael Caine), die door The Horsemen ontmaskerd is in de eerste film. Rhodes wordt gevangengenomen en door Tressler in een zelfde kooi geplaatst als waarin Rhodes’ vader is verdronken. Tressler plant hetzelfde lot voor Rhodes, maar hij weet te ontsnappen en wordt gered door The Horsemen. Ze komen er dan achter dat de chip die ze hebben gestolen niet echt is.
The Four Horsemen treden op oudjaarsavond op in Londen, waar ze gezocht worden door Mabry en Tressler die nog steeds jacht maken op de chip. Mabry, Tressler en Chase ontdekken dan dat Rhodes nog leeft en nemen hem en The Four Horsemen mee naar hun privévliegtuig. Mabry neemt de chip van hen af en de vijf worden uit het vliegtuig gegooid. Het vliegtuig is echter nooit in de lucht geweest, maar drijft op de Theems en de ontmaskering van Mabry en Tressler wordt live in Londen uitgezonden.
Nadat Mabry, Tressler en Chase zijn gearresteerd worden Rhodes en The Horsemen meegenomen naar een geheime bibliotheek om de leiders van The Eye te ontmoeten. Li, Bu Bu en Bradley blijken allen leden van The Eye te zijn. Bradley onthult dat hij eigenlijk Lionel Shrike’s partner was en dat the Eye na zijn dood werd opgeheven. Hierna wordt Rhodes door Bradley gevraagd om zijn opvolger als leider van The Eye te zijn.

## Rolverdeling
| Acteur             | Personage         |
| ------------------ | ----------------- |
| Jesse Eisenberg    | J. Daniel Atlas   |
| Mark Ruffalo       | Dylan Rhodes      |
| Dave Franco        | Jack Wilder       |
| Woody Harrelson    | Merritt McKinney  |
| Woody Harrelson    | Chase McKinney    |
| Lizzy Caplan       | Lula May          |
| Daniel Radcliffe   | Walter Mabry      |
| Michael Caine      | Arthur Tressler   |
| Morgan Freeman     | Thaddeus Bradley  |
| Jay Chou           | Li                |
| Tsai Chin          | Bu Bu             |
| Henry Lloyd-Hughes | Allen Scott-Frank |
| Ben Lamb           | Owen Case         |

## Vervolg
In mei 2015 kondigde Lionsgate aan dat er plannen zijn voor Now You See Me 3. De sequel moet in 2019 uitkomen en wordt wederom geregisseerd door Jon M. Chu. Later werd bevestigd dat Lizzy Caplan in deze film weer de rol van Lula May zal spelen en dat Benedict Cumberbatch aan de cast zal worden toegevoegd. Ook zijn er plannen voor een spin-off film met voornamelijk Chinese acteurs. Jay Chou zal hierin weer de rol van Li op zich nemen.